# (1873) Agenor
Agenor és l'asteroide número 1873. Va ser descobert per l'astrònom Cornelis Johannes van Houten des de l'observatori de Monte Palomar (Estats Units), el 25 de març de 1971. La seva designació provisional era 1971 FH. Es tracta d'un troià de Júpiter.